# El vestit nou de l'emperador
El vestit nou de l'emperador és un conte de Hans Christian Andersen publicat el 1837 adaptat a diversos formats pel seu èxit, incloent una òpera satírica, una pel·lícula de dibuixos animats i cançons. El títol ha esdevingut una expressió comuna.

## Argument
Un emperador estava obsedit per demostrar el seu poder a través del luxe i l'aparença. Va encarregar a dos sastres el vestit més fi del món a canvi d'una gran recompensa. Els dos sastres el van enganyar, dient-li que el vestit estava fet d'una tela màgica que era invisible per als estúpids. L'emperador es va emprovar l'inexistent vestit i no es va atrevir a dir que no el veia per por a ser jutjat com a ximple, i més després dels elogis que va rebre dels seus ministres, que tampoc no van gosar admetre que no veien res. L'emperador va sortir en desfilada i la gent no deia res, tothom assabentada de les propietats de la tela, fins que un nen va exclamar que l'emperador anava nu i el públic va esclafir en rialles.

## Anàlisi
El missatge del conte és ben clar, alerta contra la vanitat, que amaga buit, i contra la hipocresia, que impedeix dir les veritats més òbvies. Només un nen, que encara no està sotmès als prejudicis socials, és capaç de cridar el que pensa sense por a l'opinió dels altres.
La inspiració pot venir d'una vella faula medieval, recollida a El conde Lucanor. Diverses versions apareixen a altres contes de fades, com Els marits creients, llegenda cèltica, Les dones estúpides, L'aposta de les velles, o The Merry Wives' Wager, entre d'altres.
Els sastres tenen molt dels murris de segles anteriors, ja que usen l'enginy i l'engany per aconseguir fortuna. La crítica a la monarquia entronca també amb aquest ambient del poble llest en un entorn hostil.